# پارک ملی یلواستون
پارک ملی یلوستون (به انگلیسی: Yellowstone National Park) یک پارک ملی واقع در ایالات متحده آمریکا و ایالت‌های وایومینگ، مونتانا و آیداهو است. این پارک در ۱ مارس ۱۸۷۲ به وسیله کنگره ایالات متحده آمریکا و به عنوان یک پارک ملی در ایالت وایومینگ بنا نهاده شد و سپس به ایالت‌های مونتانا و آیداهو گسترش یافت. این پارک که با امضای رئیس‌جمهور یولیسیز سایمن گرانت در مارس ۱۸۷۲ ثبت شد نخستین پارک ملی ایالات متحده و نخستین پارک ملی ثبت‌شدهٔ در دنیا است. و شهرتش را مدیون حیات وحش و ویژگی‌های انرژی زمین‌گرمایی خود و به‌خصوص جلوه محبوب آن، آبفشان الد فیتفول است. این پارک ملی دارای اکوسیستمهای متنوعی است ولی جنگل‌های کوهستانی اکوسیستم غالب را شکل می‌دهد.این پارک ملی فاقد اینترنت است.
در زیر منطقه آرام پارک ملی یلوستون در آمریکا، مخزن عظیمی از گدازه‌های آتشفشانی قرار دارد. دلیل وجود آبفشان‌ها و چشمه‌های جوشان آب گرم که مشخصه اصلی این منطقه است.
بومیان آمریکا بیش از ۱۱٬۰۰۰ سال پیش در منطقه یلوستون زندگی می‌کردند. این منطقه در اوایل سده ۱۹ میلادی در جریان سفرهای لویس و کلارک کشف شد، گذشته از این مردان کوهستان (mountain men) در میانه سده ۱۹ بازدیدهایی را از منطقه داشتند ولی سازماندهی یلوستون تا دهه ۱۸۶۰ عملی نشد. بعد از تأسیس پارک، مسئولیت نگهداری از آن به ارتش ایالات متحده آمریکا سپرده شد، مدیریت پارک تا سال ۱۹۱۷ در اختیار ارتش باقی‌ماند و در آن سال به سازمان تازه تأسیس پارک‌های ملی منتقل گردید. صدها بنا در این منطقه ساخته شدند که به‌واسطه اهمیت تاریخی یا معماری مورد حفاظت قرار دارند، همچنین محققین بیش از ۱٬۰۰۰ محدوده باستانی را در محدوده پارک کشف کرده و مورد مطالعه قرار داده‌اند.

## آب و هوا

### بیشترین و کمترین دمای جو یلوستون در صد سال گذشته
- بیشترین دمای جو پارک ملی یلوستون در صد سال گذشته: حدود ۳۷ درجه سلسیوس، در سال ۱۹۳۶.
- کمترین دمای جو پارک ملی یلوستون در صد سال گذشته: حدود ۵۴− درجه سلسیوس، در سال ۱۹۳۳.

### وضعیت هوای یلوستون در فصلهای سال
- بهار: دمای هوای روز روشن در این فصل میان ۰ تا ۱۵ درجه سلسیوس متغیّر است، امّا دمای هوا در شب معمولاً کم‌تر از نقطه انجماد آب و در میان ۵− و ۲۰− درجه سلسیوس است.
- تابستان: تابستان در این پارک از اواسط ژوئن آغاز شده و در اوایل سپتامبر پایان می‌یابد. دمای عادّی جو در روزهای روشن تابستان میان ۲۵ تا۲۰ درجه سلسیوس است.
- پاییز:
- زمستان:

## نگارخانه

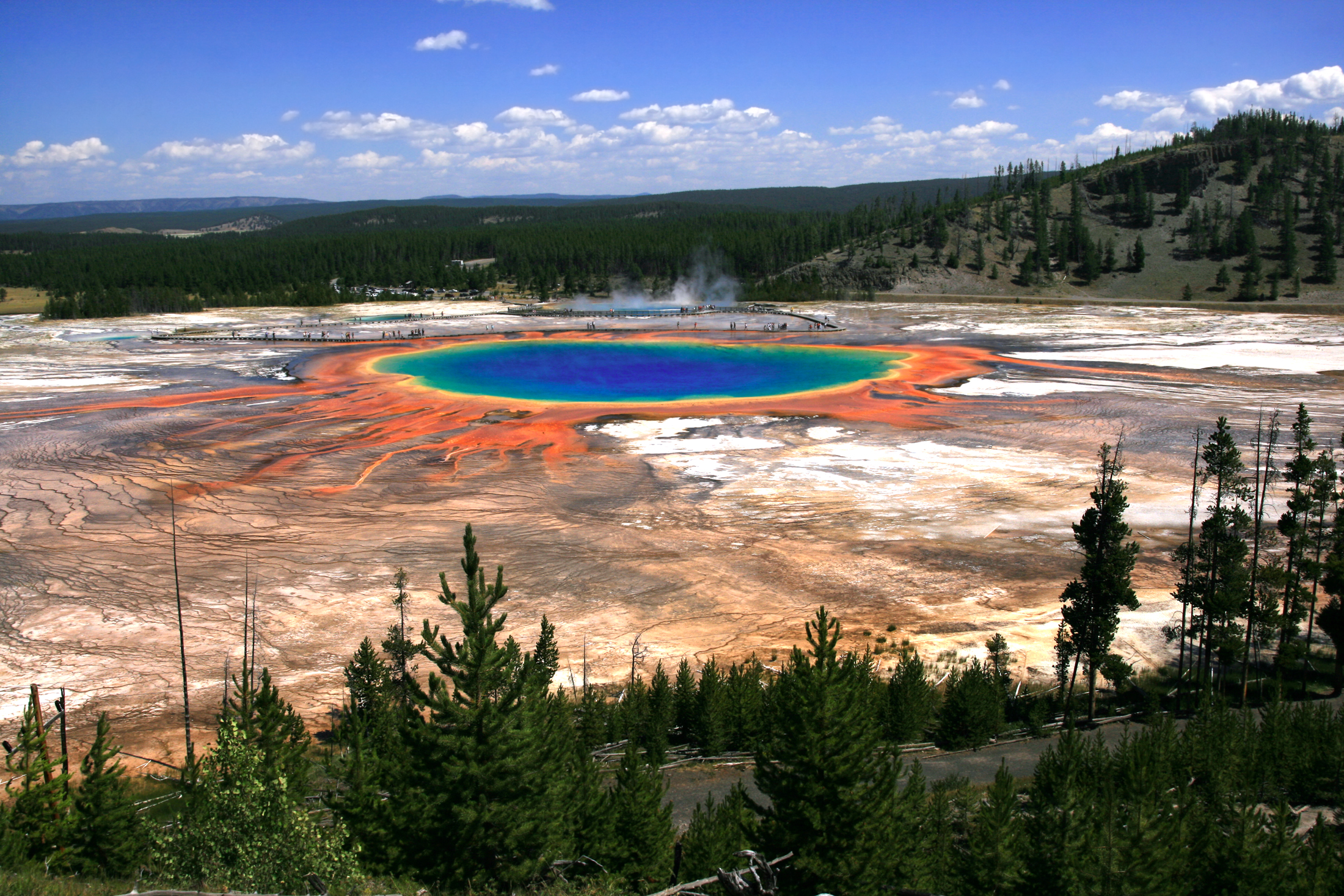
استخر طبیعی آبِگرم یلواِستون
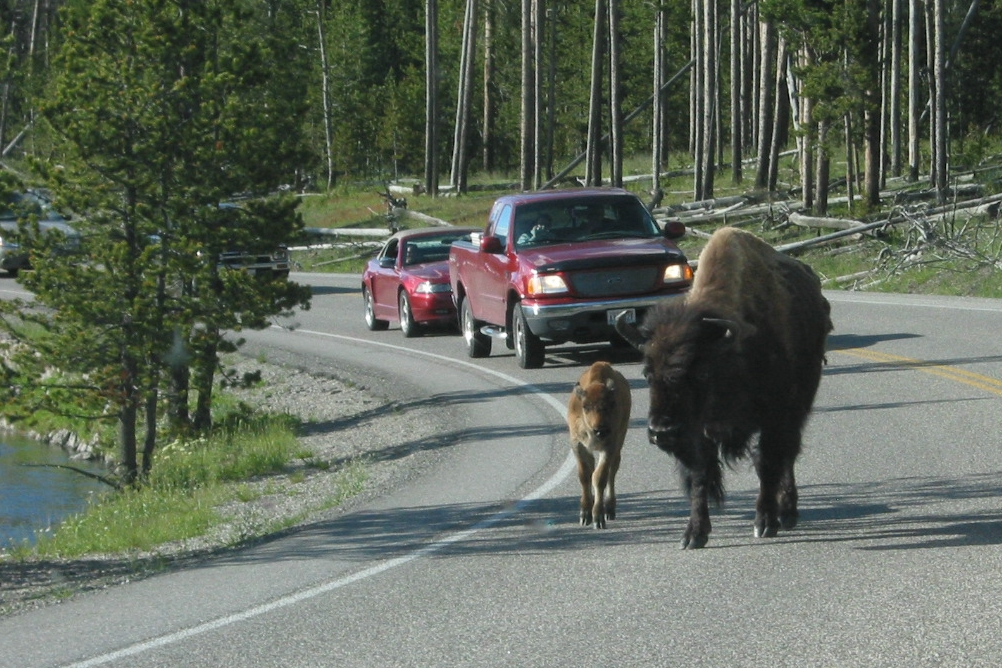
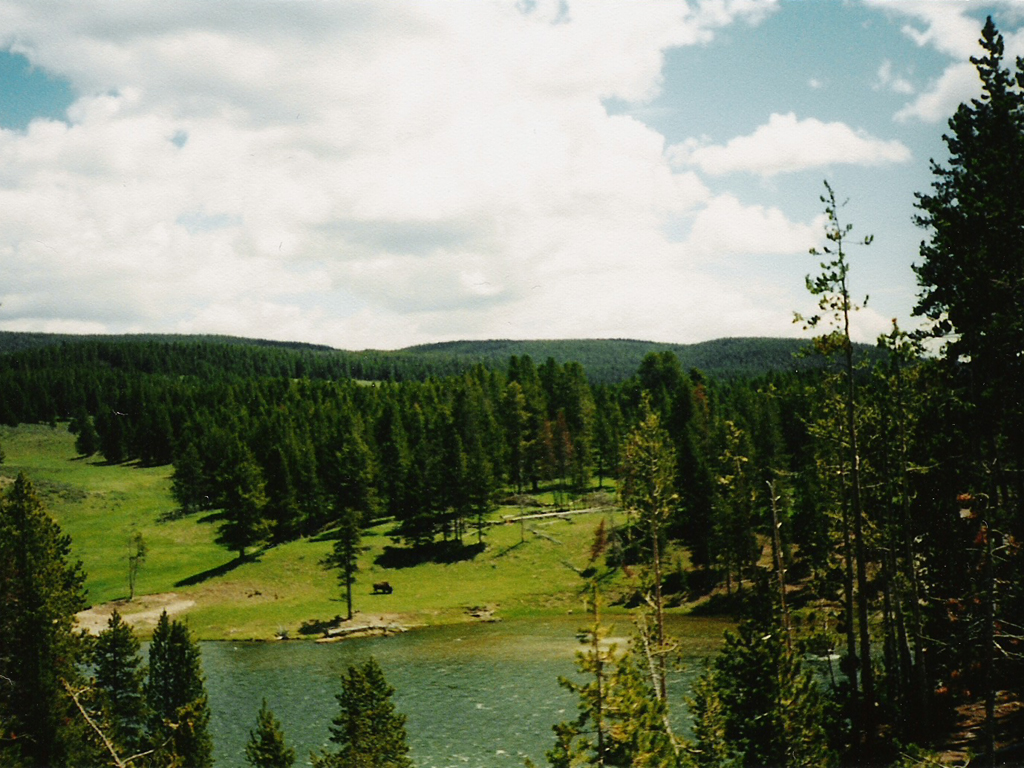
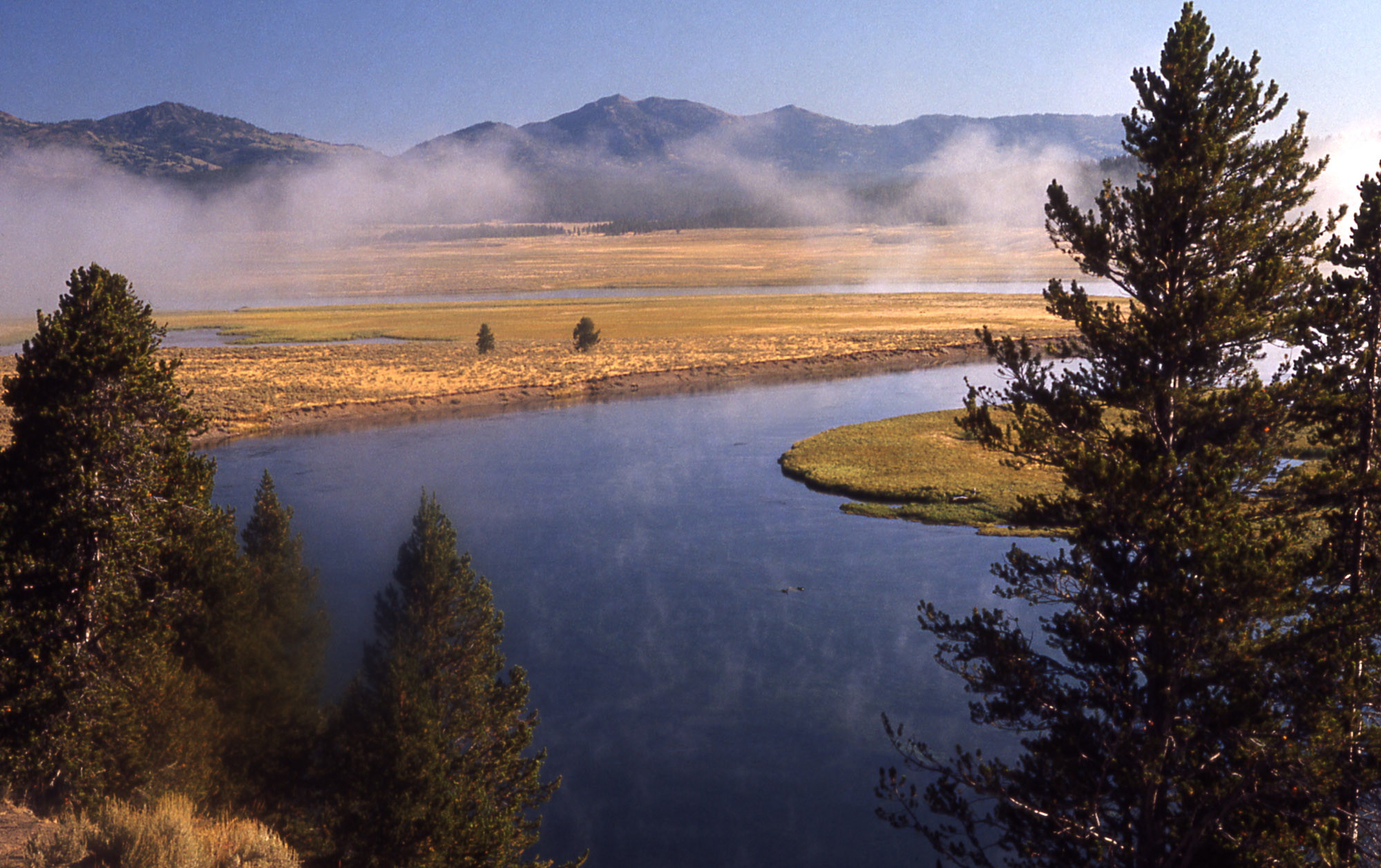
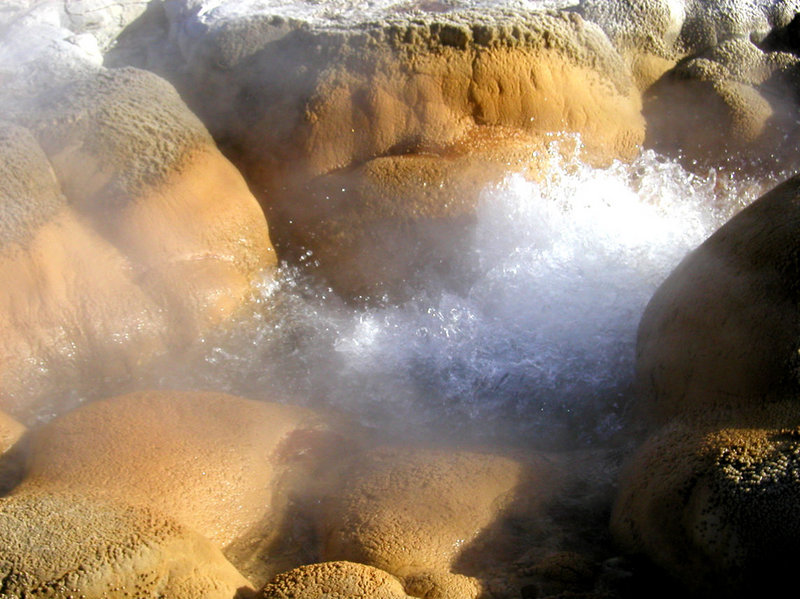
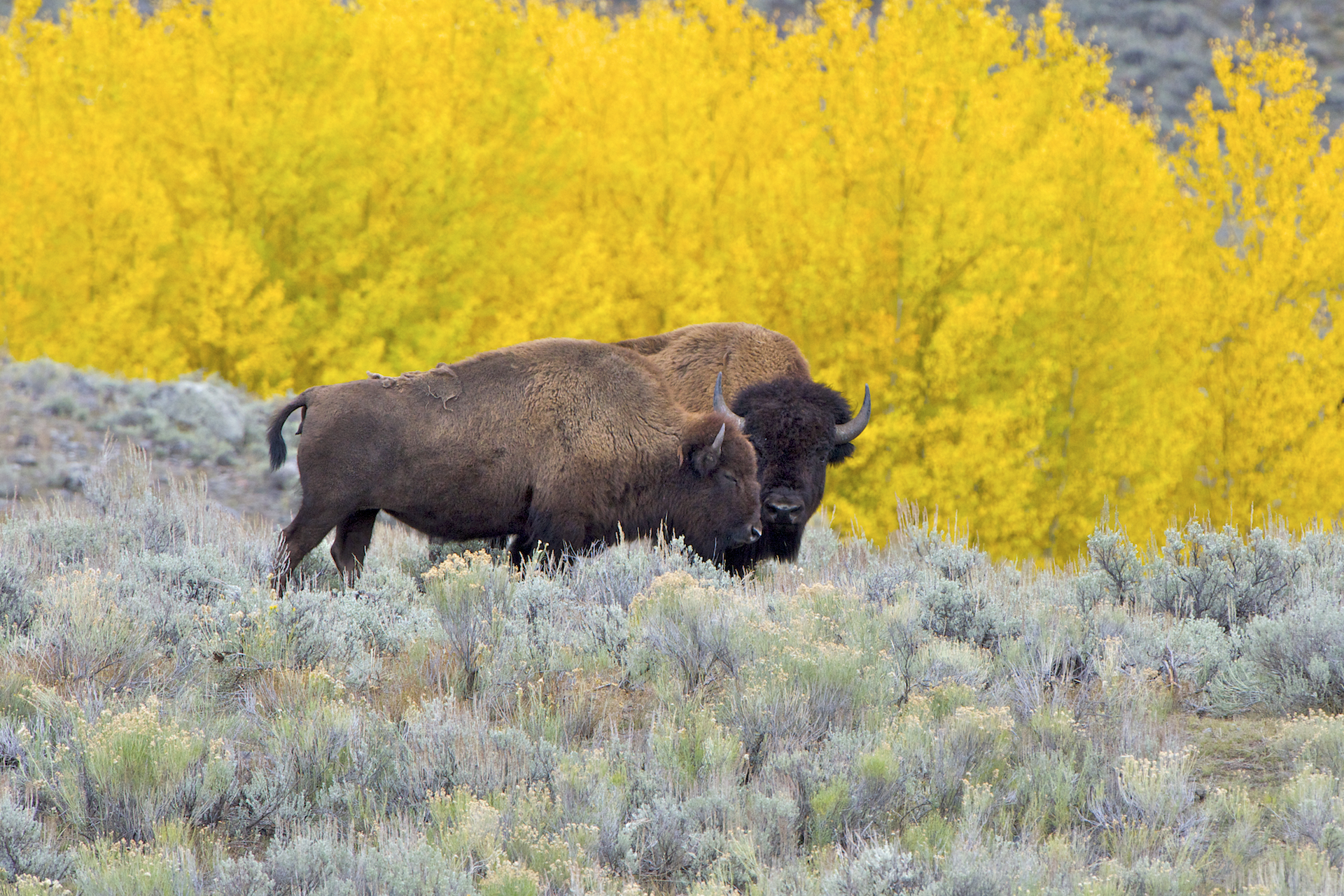
یک بوفالوی آمریکایی و گوساله‌اش در پارک ملی یلواستون